# The National Anthem
The National Anthem es la tercera canción del álbum Kid A, del grupo británico de rock, Radiohead.

## Estilo musical y significado
En esta canción, Thom Yorke canta sobre el miedo y la soledad, usando una distorsión en su voz y un eco, para crear una sensación de miedo y desolación.
En ella se utilizan además, sintetizadores, un bajo pesado, sonidos interlazados entre sí, la anteriormente mencionada distorsión de la voz de Thom Yorke, y muestras de música Jazz, mostrando el lado más experimental de Radiohead.

## Video
A principios de 2001, MTV Latinoamérica anunció un concurso para recrear el video The National Anthem, en marzo de ese mismo año se reveló el ganador que fue Juan Ferreyra de Córdoba, Argentina.